# Santiago Lachiguiri
Santiago Lachiguiri es una pequeña ciudad en el sureste de México y pertenece a la región del Istmo de Tehuantepec, en el estado de Oaxaca, pertenece al municipio del mismo nombre.

## Ubicación y demografía
El municipio cubre un área total de 673.63 km² y en él se encuentra el cerro de las flores, el cerro más alto del istmo con 2,200 metros sobre el nivel del mar.
Su municipio total cuenta con un población estimada se casi 5,000 habitantes.
La ciudad se encuentra conectada con la super carretera Oaxaca-Istmo (actualmente en construcción) la vialidad es moderna y nueva , cuenta con teléfonos de emergencia por toda la carretera, este pueblo también cuenta con un sensor de sismos del SASMEX que se encarga de detectar y avisar de un sismo ocurrido en el istmo de Tehuantepec.

## Turísmo
La ciudad cuenta con algunos atractivos turísticos ecológicos, como sus pequeñas cascadas, "el chorro" y "el chorrito" con aguas frías y poco profundas rodeadas de árboles que ofrecen una gran tranquilidad y privacidad, también tienen reservas ecológicas y pequeñas cabañas en la mañana, además de ofrecer increíbles vistas desde los cerros hacia el valle del istmo y el lago en la presa Benito Juárez de Jalapa del marqués.

## Clima, Flora y Fauna
El clima en la parte sur es cálido con viento constante de Norte a Sur. El norte es templado-frío.
La flora incluye: pino, ocote, roble, mango, aguacate, zapote, tamarindo, ciruela, granada, melocotón y plátano.
La fauna incluye: tapir, tejones, gatos salvajes, mapaches, armadillos, conejos, venados, tigrillos, jabalíes, puercoespínes, coyotes, monos, serpientes gigantes, loros, entre otros reptiles.

## Economía
Los pobladores cultivan principalmente el café, maíz, chiles y frijoles, crían ganado y talan Arbolés de Pino, Cedro y Roble, practican la caza, pesca para autoconsumo, La Unión de Comunidades Indígenas de la Región del Istmo, una cooperativa fundada en 1982, asiste en la producción y distribución de los productos locales, en particular el café, bajo etiquetas de comercio justo y orgánicas.
Hay minas de cobre, hierro, oro y cuarzo en las cercanías. Arco Resources de Canadá posee dos reclamos mineros cerca de la ciudad, El Pochotle y El Pochotle II, que está investigando en busca de metales preciosos. Continuum Resources, otra compañía canadiense, también tiene 3000 hectáreas de concesiones mineras cerca de Santiago Lachiguiri. Estas incluyen minas más antiguas que en el pasado se usaban para acceder a zonas ricas en plata, sulfuros y óxidos de plomo-zinc.